# Gamaran
A Gamaran egy japán sónen manga sorozat, amelyet Nakamaru Yosuke írt, illetve illusztrált. A Gamaran krónikái Kurogane Gama történeteit dolgozzák fel, aki az unabarai nagytornán vesz részt. Sok ellenféllel, erős fegyverekkel és technikával kell szembenéznie, és minden képességét latba kell vetnie, hogy ő legyen a vidék legjobb kardforgatója.
A Gamaran folyamatosan volt szérializálva a japán manga antológiában, a Weekly Shonen Magazine-ban 2009 májusa óta. 2013. június 17-én 21 tankobon kötettel lett lezárva.

## Történet
Az Edo periódus közepe – egyetlen állam a bűnös harcművészek gyűlőhelyévé válik, akik csak az erőben hisznek, nem ismerve más életmódot, minthogy izgatottan vessék bele magukat a harcokba. Ez az erős állam nem más, mint Unabara, a "Démonok Kísértése"...
Naosata Washitzu, Unabara daimyo-ja örököst keres. 31 fiát szólítja magához, majd azt mondja nekik, hogy keressék meg azt az embert, aki – szerintük – a legerősebb harcművész a vidéken.1 Amint ez a 31 stílus kiválasztatott, egy nagy verseny veszi kezdetét, az "Unabarai Nagytorna". Ezek a küzdőstílusok addig fognak egymás ellen harcolni, míg a végén csak egy marad. A győztes a "legerősebb harcos a vidéken" címen lesz ismert, és a fiú, aki őt választotta lesz a daimyo örököse.
Unabara hegyei közt található az "Ogame Ryu" nevű doujo (Óriás Teknős Stílus), amit Naoyoshi Washitzu, a 31 fiú egyike keres fel, hogy Kurogane Jinsuke-t, az "Ezer Ember Gyilkosát" maga mellé állítsa. Amikor megérkezik megtudja, hogy Jinsuke eltűnt és már évek óta nem látták. Viszont találkozik Jinsuke fiával, Kurogane Gamával. Miután letesztelte Gama harci stílusát és képességeit, Naoyoshi felajánlja Gamának, hogy harcoljon az oldalán a tornán. Gama erősebbé akar válni, így igent mond Naoyoshinak. Itt kezdődik Gama hosszú küldetése, hogy erősebb legyen mindenkinél...

### Az Unabarai Nagytorna
Első Kör – A 31 stílus nyolc csoportra lesz osztva, csoportonként 4 vagy 5 stílussal. Egy teljes hónapig fognak egymás ellen harcolnak úgy, ahogy akarnak, legyen az egy az egy ellen küzdelem vagy csoportos harc. Mikor egy stílus vezetője elismeri, hogy vesztett, a győztes fél belátása szerint cselekedhet. A vesztes csapat összes tagjának fejét is levághatja, de az életüket is meghagyhatja. A hónap végén az összes csoport győztes stílusa juthat tovább a következő körbe.
Második Kör – A 10 győztes stílus egyszerre csap össze egymással. Feltétel a győzelemhez, hogy az ellenséges stílus szponzorát, azaz a daimyo egyik fiának fejét levágják. Nincs meghatározva hány fejet lehet begyűjteni, viszont csak egy fejet kell bemutatni egy stílusnak, hogy továbbjussanak a harmadik körbe.

## Karakterek

### Főszereplők
Naoyoshi Washitzu (鷲津直善 Washizu Naoyoshi)
A daimyo, Naosata Washitzu 28. fia, az "Ogame Ryu" iskola szponzora. Naoyoshi eltökélt, hogy a legerősebb harcművész képviselje őt a Nagytornán. Mivel az édesanyja közember volt, Naoyoshival egész életében rosszul és tiszteletlenül bántak testvérei. Ez a bánásmód kényszeríti Naoyoshit arra, hogy megnyerje a Nagytornát így megváltoztathatja a saját sorsát.
Ogame Ryu ("Óriás Teknős Stílus") – Egy harcművészeti iskola, ami Battojutsu-ra (kard előrántás) specializálódik. Az Ogame Stílus technikáit öt formába sorolhatjuk be, mindegyik különböző elemen alapul (Tűz, Víz, Villám, Föld és Űr)
Gama Kurogane (黒鉄我間 Kurogane Gama)
A legendás kardforgató, Jinsuke Kurogane tinédzser fia, az Ogame Stílus legfiatalabb tanulója. Gama hihetetlen képességeiről tett tanúbizonyságot, mikor Naoyoshi zsoldosai felmérték az Ogame Stílus erejét. Gama kompetitív személyisége révén vonzódik a nagytornához, nem csak azért, hogy bebizonyítsa az erejét, hanem azért is, hogy megtalálja és szembenézzen apjával. Gama gyors reakcióidővel is rendelkezik, így egyszerre könnyen hozzá tud szokni a harcosokhoz, valamint fejlődni is azok során. Mivel alapvetően alacsony, nem rendelkezik nagy fizikai erővel, ezt viszont képes gyorsaságával kompenzálni. Kedvence az Ogame Ryu Villám Katái, amik gyors mozgáson és nagy sebességű támadásokon alapul. Eltökélt, hogy megölje apját, Jinsuke-t, aki elárulta az Ogame iskolát és legyilkolta a barátait valamint klán társait. Egy évnyi edzés után erősebb lett és néhány képesség mesterévé is vált.
Shinnojou Sakura (桜 真ノ丞 Sakura Shinnojō)
Az Ogame iskola tanulója, aki épp időben tér vissza Unabarába, hogy részt vegyen a nagytorna második körében. Shinnojou egy nagyon nyugodt és racionális személyiséggel rendelkezik, ritkán veszti el a hidegvérét. Habár időnként hibázhat, szokása ezeket egy másik tanulóra, Zenmaru-ra kenni. Régen az Itten Ryu iskola tagja volt, de elvesztette, egyetlen szerelmével, Hachi-val együtt Nikaidou Misaku keze által. Így csatlakozott később az Ogame iskolához, hogy fejlessze a képességeit és megbosszulja elhullott társait. Az Ogame Ryu Víz Katáit használja, ami a nem hagyományos kardcsapásokkal igyekszik összezavarni és áthatolni az ellenfél védelmén. Később ő lesz az Ogame Ryu feje. (Sengoku Iori-val való összecsapása után)
Zenmaru Ichinose (一ノ瀬善丸 Ichinose Zenmaru)
Szintén Ogame iskola tanuló, aki Shinnojou-val együtt érkezik az unabarai nagytorna második körére. Zenmaru egy forrófejű és hirtelen indulatú ember, akit könnyen lehet provokálni. Ő és Gama állandóan azon vitatkozik, hogy ki az erősebb. Az Ichinose család tagja, egy kláné, akik az Omika földjén élő daimyo kardforgatói. Zenmaru a klánja saját kardját cipeli és forgatja, a 'Bestia Kardot' Kutaragi Sadanaga-t, egy természetellenesen nagy Odachi-t. Kedvence az Ogame Ryu Tűz Katái, amelyek teljesen a támadásra és az erős csapásokra koncentrálnak.
Sengoku Iori (千石伊織 Iori Sengoku)
Az Ogame Iskola idősebb tanulója és oktatója. Az első kör végén jelenik meg. Iori tanította meg Gamát a kard technikákra. Jelenleg az összes Kata Stílus mestere. Hihetetlen képességek birtokában van, de arról ismert, hogy túlzásba esik a harcokban, mikor az ellenfeleivel küzd. Iori egyike a két tanulónak, akiket Jinsuke tanít.

### Ellenfelek
Jinsuke Kurogane – Jinsuke Kurogane Gama apja, továbbá Sengoku Iori és Ranmaru korábbi tanára. Ő, három más taggal az Ogame Iskolából, Kujou Mario-val, Ichinose Kai-é és Murasame Riko-val együtt ölték meg az Ogame Iskola tanítványait, kivéve Teknős sensei-t, Zenmaru-t, Gama-t, Shin-t és Iori-t. Később létrehozta a Muhou Iskolát. A sorozat kezdete előtt találkozott Rintarou-val, akit a tenger partra sodort Hollandiából. Aztán találkozott a 9 éves Iori-val és megmentette őt a banditáktól. Befogadta, majd egy apa figurát állított fel neki valamint kardforgatásra tanította. Vitába keveredett Tessai-al, hogy ki legyen az Ogame iskola vezetője. Iori megkísérelte megállítani, mielőtt a mészárlás megkezdődött, de elbukott. Ahogy távozott, Gama-nak csak annyit mondott, hogy váljon belőle erős kardforgató és néhány év múlva találkozhatnak. Jinsuke nagyon nyugodt de mégis magabiztos személyiséggel rendelkezik. Mikor a Muhou iskolával az Ogame iskola ügyét tárgyalja a tanácsosaival, magabiztosan állítja, hogy az Ogame iskola biztosan meg fog érkezni Jouka-ba és kijelenti, hogy azért erősek, mert komolyan meg akarják őt ölni. Egy kicsit kicsavart mentalitással bíró egyén, ahogy azt hangoztatja, hogy a Muhou iskola minden erejével a földbe fogja döngölni az Ogame Iskolát, és hogy ő így fejezi ki a szeretetét irántuk.
Hyouga Testvérek
Az idősebb testvér, Masato, és a fiatalabb, Kosaburou. Egy zsoldos páros, akiket Naoyoshi bérelt fel, hogy leteszteljék, hogyan teljesítene az Ogame iskola a nagytornán. Masato sokkal erősebb, mint Kosaburou, de egyikük sem fél piszkos módszereket bevetni harc közben. Miután Gama legyőzi őket, beolvadnak az Ogame Iskolába.
Tengen Ryu ("Csodás Illúzió Stílus") – Harcművészeti iskola, ami Naginatajutsu-ra specializálódik.
Maki Baian (巻梅庵 Baian Maki)
'Részeg Baian' néven is fut, mivel szereti a sake-t. A Tengen stílus feje és alapítója, célja, hogy stílusa a leghatalmasabb legyen Unabara-ban. Egy nagy naginata-val küzd, amit 'Bisentou'-nak hív.
Yakushiji Eima (薬師寺栄馬 Eima Yakushiji)
A Tengen stílus egyik tanítója aki egyet ért Baian elképzelésével. Régen egy, a Baian ellen vívott harc során lett a követője. A Tengen stílus egyetlen túlélője, miután Gama-val harcolnak.
Hiyoshi, Yukimura Masakiyo, Akaboshi Junnosuke
A Tengen stílus tanítványai. Gama mindhármójukkal gyorsan végzett, mikor megtámadta a doujo-t, ahol tartózkodtak.
Nakaizumi Ryu ("Átlagos Tavaszi Stílus") – Kyujutsu-ra specializálódott iskola. Az iskola három féle nyilat használ, hogy felülkerekedjenek a harc közbeni íjászat határain.
Nakaizumi Arata – A Nakaizumi stílus örököse, 14 évébe került tökéletesítenie a stílusát.
Kyousen Ryu ("Ezer Tükör Stílus") – Egy árnyékos harcművész iskola, ami Taijutsu-ra specializálódik. A Kyousen stílus meghatározott csapásokat mér az ellenfél testére, hogy felszakítsa annak belső szerveit. A stílust számos generáción keresztül használták merényletekre.
Daimaru Sakon – A hatodik és legfiatalabb a Daimaru klánban. A stílus jelenlegi mestere, igazi őstehetség.
Daimaru Ryugo – A Daimaru klán legidősebb gyermeke. A Kyousen stílust az egekbe akarja emelni, legyőzve minden más iskolát.
Daimaru Souji, Genzou, és Shinosuke – A második, harmadik és negyedik fiú a Daimaru Klánban. Ryugo engedélye nélkül kísérelték meg Gamát meggyilkolni, míg ő a sérüléseiből gyógyult. Ennek ellenére Gama mindhármójukkal könnyűszerrel végzett.
Daimaru Gorou – A klán ötödik fia.
Tamagakushi Ryu – Ninjutsu-ra specializálódott iskola.
Fujibayashi Saizou – A Tamagakushi iskola feje. Senbonokkal képes ellenfelei megbénítására.
Kasanemanji Ryu – Kusarigamajutsu-ra specializálódott iskola. Az iskola minden tagja egyedülálló kusarigama-t forgat.
Matsumoto Muraku – A Kusarigamajutsu iskola vezetője. Megkísérelte Naoyoshi megölését az első körben, de Gama technikáit, távozott. Míg nyugodtnak tűnik, a cselekedetei és gondolkodása is azt támasztják alá, hogy szadista.
Myoujin Ryu – Egy iskola, amely Sojutsu-ra specializálódik. Több, mint száz éve létezik a stílus, az "5 Sárkány Unabarája"-ként ismerik. A stílus technikáit folyamatosan adják tovább négy egyedülálló Japán lándzsa formájában négy embernek. Ezeket az emberek hívják "A négy mennyei lándzsának".
Muhou Ryū
Jinsuke személyes alakulata
Kudou Shimon – Egyike Jinsuke tíz főből álló alakulatának – a legerősebb harci egység a Muhou iskolában.
Ranmaru Itou – Egyike Jinsuke tíz főből álló alakulatának – a legerősebb harci egység a Muhou iskolában. Alakulat vezetőből lett előléptetve, mikor legyőzte Gamát és elrabolta Naoyoshit. Ő Jinsuke második tanítványa. Ranmaru Gama fő riválisa.
Tshuchiryuu – Egy rejtélyes ember, aki eltakarja az arcát.
Yamanoue Kiyomori, a "Balsors Öklének Ura" – Képzett az idegrendszer megbénításában, képes az ellenfél testének részleges bénítására is precíz ütésekkel.
Toujou Shungaku – A legidősebb és legerősebb a Vezetők közül.
Tsurumaru Shinsuke
Shinkuu
Arimaru
Tanácsadók
Kujou Mario – Ő a tanácsadók feje, egykori Ogame. Az Ogame iskolát 6 évvel ezelőtt hagyta el Jinsuke-vel. Valamennyire tiszteli Shinnojou-t, de egyúttal figyelmezteti is, hogy egyszer meg fogja ölni.
Ichinose Kai – Egykori Ogame iskola tanuló, Ichinose Zenmaru bátyja. Ő az Ichinose klán örököse ami a Kutaragi Sadanaga-t használja. Az unabarai nagytornán könnyedén legyőzi Zenmaru-t.
Murasame Riko – Egykori Ogame. Riko szintén Jinsuke-val tart az Ogame iskola megtizedelése után. A Gama-val való küzdelme során feladja a harcot, miután Gama áttör az Abszolút Védelmi technikáján.
Hanamura Riichirou – Egykori Shuujin iskola tag.
Kuryuu Ango – Egykori Gaun iskola tag.
Nachi
Tsukikage
Alakulat Parancsnokok
Yoshifuku Jingyou – A 2. alakulat parancsnoka
Nishio Motoji – A 3. alakulat & az Ogame iskola ellenes rajtaütő csapat parancsnoka
Kuro Hajime – A 4. alakulat parancsnoka
Hasukawa Kiichi – Az 5. alakulat parancsnoka
Nasu Souun – A 8. alakulat parancsnoka
Toudou Koma – A 9. alakulat parancsnoka
Oshimi Taisuke – A 10. alakulat parancsnoka
Mamiya Suzunosuke – A 11. alakulat parancsnoka
Kura Shiden – A 12. alakulat parancsnoka
Furuhashi Genya – A 13. alakulat parancsnoka
Rinkei – A 14. alakulat parancsnoka
Maezono Chouei – A 16. alakulat parancsnoka
Niina Gakushin – A 17. alakulat parancsnoka
Maruyama Ichida – Terujiru & Kouzou, A 18. alakulat parancsnokai
Uchikawa Banjirou – A 21. alakulat parancsnoka
Azuma Jin – A 24. alakulat parancsnoka
Kumakushi Sanzou – A 38. alakulat parancsnoka
Hadosztály Parancsnokok
Maniwa Juuhou – A 2. rajtaütő hadosztály parancsnoka
Shibano Ippi – A 8. védekező hadosztály parancsnoka
Sarumata Kenzou – A 27. kommandó hadosztály parancsnoka

### Az unabarai királyi család
Washitzu Naosata fiai, akik különböző iskolákat pártfogoltak a nagytornán. A győztes iskola szponzora fogja őt felváltani.
Naomasa Washitzu
A "Démonok Kísértésének" ura, megszállott, hogy megállapítsa melyik iskola harcművésze a legjobb, így a tornát csak emiatt hozta létre. Nem igazán törődik a fiaival, kijelenti hogy csak az juthat tovább a második körből, aki bemutatja neki az egyik fia fejét.
Naosata Washitzu
Washitzu fejedelem 10. fia és a Tengen iskola szponzora. Naoyoshi többi bátyjához illően ő is egy senkinek tekinti Naoyoshi-t, mert az anyja egy közember.
Naokatsu Washitzu
Washitzu fejedelem 31. fia. Ő az egyetlen, aki nem úgy látja Naoyoshi-t, mint a fivérei.